# Zeanillus
Zeanillus – rodzaj chrząszczy z rodziny biegaczowatych i podrodziny Trechinae.

## Taksonomia
Rodzaj został opisany w 1937 roku przez René Jeannela. Gatunkiem typowym został Anillus phyllobius Broun, 1993.

## Opis
Ciało płaskie. Oczu brak. Grzbietowa część ciała w większości owłosiona. Pokrywy bez podłużnej, skośnej bruzdy (sulcus) i piłkowania ramion. Czułki krótkie i paciorkowate.

## Występowanie
Wszystkie gatunki są endemitami Nowej Zelandii.

## Systematyka
- Zeanillus pallidus (Broun, 1884)
- Zeanillus phyllobius (Broun, 1893)
- Zeanillus punctiger Broun, 1914